# دبی نوکس
دبی نوکس (انگلیسی: Debbie Knox؛ زادهٔ ۲۶ سپتامبر ۱۹۶۸) ورزشکار کرلینگ اهل بریتانیا است.